# 장철우 (1971년)
장철우(1971년 4월 5일 ~ )는 대한민국의 은퇴한 축구 선수이자 현 목회자이다. 선수 시절 포지션은 미드필더이다. 대전 시티즌의 상징적인 선수들 중 한 명으로 꼽힌다.

## 축구인 경력

### 선수 경력
1997년 대전 시티즌에 입단하여 프로 무대에 데뷔하였다. 대전의 창단 후 첫 시즌인 1997 시즌부터 2005 시즌까지 리그와 컵대회를 합쳐 274경기 24골 23도움을 기록하였다. 2006년 1월 30일 대전 구단으로부터 공로패를 수여받았다.

### 선수 은퇴 이후
총신대학교에서 학업에 매진하던 중 K3리그 남양주 시민축구단의 코치로 있던 이종운의 권유를 받고 남양주에서 잠시 활약했으며, 신학을 공부한 뒤, 현재는 경기도 수원 참누리교회에서 목사로 재직하고 있다.